# 明石の御方
明石の御方（あかしのおんかた）は、紫式部の物語『源氏物語』に登場する架空の人物。「明石の上」「明石の方」「明石の君」とも呼ぶ。

## 概要
光源氏の明石時代の愛人で、源氏の一人娘（のちの明石の中宮）を産んだことにより、紫の上、花散里に次ぐ地位を得る。父は源氏の母桐壺更衣の従兄弟にあたる明石の入道、母は明石尼君。
元々父方の祖父は大臣、母方の曽祖父は中務卿宮という上流の血筋であったが、父は近衛中将の位を捨て播磨の受領となり、やがて剃髪・出家する。そのまま明石に定住するが、入道は自分の娘から将来帝と后が生まれる（すなわち「国母（天皇の生母）」となる）という夢のお告げを信じて、娘に京の姫君に劣らないほどの教育をほどこし、「もし心ざし遂げずこの宿世違はば海に入りね」と厳しく育てた。
やがて明石に流れ着いた源氏と、父の入道の手引きで逢瀬を重ね、源氏が帰京してのち女児（明石の姫君）を出産する（「明石」「澪標」）。自身が京へ上ってからも、田舎育ちで受領の娘という身分の低さであまたの源氏の愛人達にひけをとるのではと懸念し、源氏の邸（二条東院）へは入らず、父が用意した大堰の別邸に住む（「松風」）。ここで源氏と生まれた姫君の親子対面を果たすが、やがて姫君は紫の上の養女として引き取られてしまう（「薄雲」）。娘の行く末を考え辛い思いで姫君を手放したのち、彼女が成人して入内するまで会うことは叶わなかった。
六条院落成に際して冬の町の主に迎えられ、「冬の御方」とも呼ばれる。娘の裳着にも参列できなかったが、入内をきっかけにようやく付き添いを許され、ここで長年のライバル・紫の上と対面を果たす（「藤裏葉」）。その後は桐壺女御となった娘の後見に全力を尽くす一方、互いの美点を見出し合った紫の上とも、女御を挟んで程よい良好な関係を築いていく。源氏の政治権力と明石の御方の見事な裁量、そして第一皇子を産んだことにより、晴れて明石の姫君は中宮に立后した。
性格は生真面目で我慢強い。万事につけて出しゃばらず賢く振舞うが、反面出自の低さを補うためか矜持が高く、同じく気位の高かった元恋人の六条御息所と似ている、と源氏は述懐している。皇女にも劣らない美しさと気品を備え、和歌や音楽にも洗練された趣味を持ち、特に箏の琴や琵琶の名手でもあった。漫画『あさきゆめみし』などでは、女三宮の降嫁前は、紫の上にとって数多い源氏の愛人の中で最も脅威を感じた存在とされ（実際には、「朝顔」で光源氏が朝顔の姫君のもとに通った際に「年ごろの御もてなしなどは、立ち並ぶ方なく、さすがにならひて、人に押し消たれむこと」……長年のご寵愛などは、自分に立ち並ぶ人もなく、ずっと今まできたのに、今さら他人に負かされようとは……と述懐している通り、紫の上が脅威を感じるのは朝顔の姫君だけである。それ以外の女性については相手にしていない）、また紫の上の死後は悲嘆にくれる源氏の慰め役となった。
源氏が没した後は、明石中宮腹の皇子女たちの後見をしていたと語られる（「匂宮」）のを最後に、物語から姿を消す。なお、漫画『あさきゆめみし』では、「雲隠」に相当するオリジナルエピソードとして、出家した源氏の死を見届ける姿が描かれた。

## 登場する巻
明石の御方は直接には以下の巻で登場し、本文中ではそれぞれ以下のように表記されている。
- 第05帖 若紫 娘
- 第12帖 須磨 娘、入道の娘
- 第13帖 明石 娘、女、明石
- 第14帖 澪標 明石、子持ちの君、女君、明石の人
- 第17帖 絵合 明石
- 第18帖 松風 女、明石、女君、明石の御方、御方、君、大堰
- 第19帖 薄雲 女、君、大堰、母君、をちかた人、山里の人
- 第20帖 朝顔 山里の人
- 第21帖 少女 明石の御方、山里人、大堰の御方
- 第22帖 玉鬘 明石、明石の御方、北の殿
- 第23帖 初音 明石の御方、北の殿
- 第25帖 蛍 明石の御方
- 第26帖 常夏 明石のおもと
- 第28帖 野分 明石の御方、北の殿
- 第32帖 梅枝 母君、冬の御方
- 第33帖 藤裏葉 母君
- 第34帖 若菜上 明石、明石の御方、御方、君、母君、明石の君、祖母君
- 第35帖 若菜下 明石、明石の御方、御方、母君、明石の君、御後見
- 第40帖 御法 明石、明石の御方
- 第41帖 幻 女、明石の御方
- 第42帖 匂宮 明石の御方

上記で確認出来るように、「上」は葵の上や紫の上のような上流階級出身の妻への敬称であり、中流階級出身の明石の御方には作中では一切使われていない。
しかし、現在この人物に対してしばしば使われている「明石の上」なる呼称は、源氏物語そのものの本文中には現れない呼称であるが、平安時代末期から鎌倉時代初期に書かれたと見られる九条家本源氏物語系図にはすでに見られる古くから使われていた呼称である。